# Combretum cacoucia

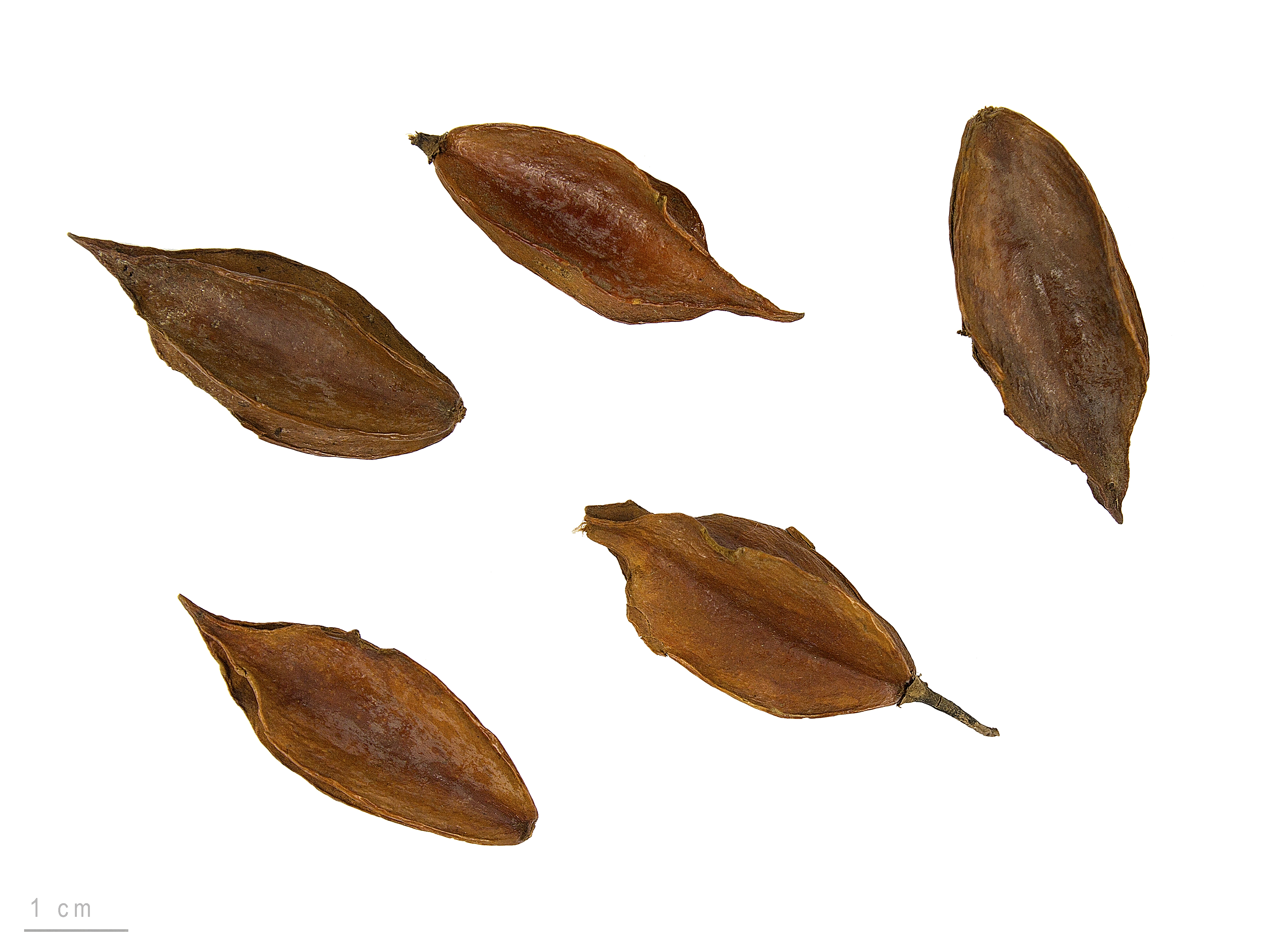
Combretum cacoucia

Combretum cacoucia là một loài thực vật có hoa trong họ Trâm bầu. Loài này được Exell ex Sandwith mô tả khoa học đầu tiên năm 1931.